# Hans-Jürgen Borchers
Hans-Jürgen Borchers (Hamburgo, 24 de janeiro de 1926 – Göttingen, 10 de setembro de 2011) foi um físico matemático alemão.

## Publicações selecionadas
- Borchers, Hans-Jürgen (1996), Translation group and particle representations in quantum field theory, ISBN 978-3-540-61140-0, Lecture Notes in Physics. New Series m: Monographs, 40, Berlin, New York: Springer-Verlag, doi:10.1007/978-3-540-49954-1, MR1401343